# Gualla
Die Guallas waren ein indigenes Volk, die in einem Gebiet um die heutige Stadt Cusco in Peru lebten. Laut dem spanischen Historiker Sarmiento de Gamboa waren sie gemeinsam mit den Sauaseras die ersten Bewohner diese Gebiets. Die Guallas lebten in der Nähe des späteren Tors Arcu Puncu, durch das eine Straße zum Titicacasee ging. Als die Inka in ihren Eroberungsfeldzügen das Land der Guallas erreichten, griffen sie diese an und töteten fast alle. Die Nachfahren der Guallas blieben den Inka gegenüber feindlich gesinnt. Als der Konquistador Francisco Pizarro das Inkareich eroberte, schlossen sich die Guallas daher den Spaniern an.